# 雷夢麟
雷夢麟（1514年—？），字伯仁，江西南昌府進賢縣人，民籍，明朝政治人物。

## 生平
江西鄉試第六十二名舉人。嘉靖二十三年（1544年）中式甲辰科會試第二十四名，登第二甲第十八名進士。授無爲州知州，遷工部员外郎，復除刑部員外郎，三十四年十二月奉命往江北恤刑。遷山东按察司天津兵备副使，官至陕西布政司左参政。

## 家族
曾祖雷仲迅；祖父雷宣；父雷倫，母朱氏。